# Aruba Badminton Federation
Die Aruba Badminton Federation (ABF, auch Badminton Aruba oder Aruba Badminton Bond genannt) ist die oberste nationale administrative Organisation in der Sportart Badminton auf Aruba. Der Verband wird durch die Badmintonnationalmannschaft von Aruba repräsentiert.

## Geschichte
Die Aruba Badminton Federation wurde Mitte der 1970er Jahre gegründet, als erste Teilnahmen an den Carebaco-Meisterschaften erfolgten. Der Verband wurde später Mitglied im kontinentalen Dachverband Pan American Badminton Confederation und in der Badminton World Federation, damals noch als International Badminton Federation bekannt. Internationale Titelkämpfe von Aruba gibt es noch nicht. Zwei Mal richtete Aruba jedoch Carebaco-Meisterschaften aus. Die Aruba Badminton Federation gehört dem Comité Olímpico Arubano an.

## Bedeutende Veranstaltungen, Turniere und Ligen
- Einzelmeisterschaften

## Bedeutende Persönlichkeiten
- Terence Sybesma (Präsident)